# Socialistična stranka Slovenije
Socialistična stranka Slovenije (kratica SSS) je slovenska politična stranka, ki je bila ustanovljena leta 1990. SSS je naslednica SZDL. Predsednik je bil Viktor Žakelj. Leta 1994 se je skupaj z nekaterimi drugimi strankami združila v Liberalno demokracijo Slovenije. 